# Књига изласка
Књига изласка или Егзодус (хебр. שמות Шемот − имена; грч. ἔξοδος − одлазак, излазак; лат. Exodus), јеврејски је религијски спис. Књига изласка је друга књига хебрејског Танаха, односно Старог завета. Грчки и латински назив потиче из Септуагинте из 3. века п. н. е.
Књига говори о избављењу синова Израиљевих из египатског ропства захваљујући Богу (Јехови), који је одабрао децу Израелову за свој изабрани народ. Предвођени пророком Мојсијем, синови Израиљови лутају Синајском гором, где им је Бог обећао земљу хананску („обећану земљу”) у замену за њихову верност. Израелићани склапају савез са Богом, који им даје Десет заповести и упутства за градњу табернакла (шатора), као начина његовог становања међу Израелићанима и вођења у обећану земљу.
Пошто се ауторство традиционално приписивало Мојсију, позната је и као Друга књига Мојсијева (односно друга књига Мојсијевог Петокњижја). Међутим, данашњи научници сматрају да је Књига изласка први пут написана тек за време Вавилонског ропства (6. век п. н. е.), док је коначан облик добила за време персијске владавине над Јудејом и Самаријом (5. век п. н. е). Неки научници сматрају да је Књига изласка најважнији део Библије, јер онда дефинише идентитет Израела: сећање на прошлост коју су обележиле тешкоће и бекство, обавезујући савез са Богом који је одабрао Јевреје као свој одабрани народ и увођења заједнице као начина живота и правила за њено одржавање.

### Структура
Научници нису сагласни око структуре Књиге изласка. Једна врло вероватна могућност је да је она диптих (тј. подељена на два дела), са границом између два дела при преласку Црвеног мора или на почетку теофаније (појава Бога) у поглављу 19. Према овој подели, први део прича о Божјем спасењу из Египта и њиховом путовању до Синајске горе (поглавља 1−19), а други део прича о савезу међу њима (поглавља 20−40).

### Прича
После Јосифове смрти, његови потомци су много патили у Египту, радећи као Фараонови робови, који су му подигли градове Пер-Рамзес и Питом. Фараон, у страху од великог броја Израелићана, наређује да се сви новорођени дечаци баце у Нил. Једна жена из племена Леви је спасила своју бебу тако што га је ставила у ковчежић од сите и оставила га у трсци. Фараонова кћи је пронашла дечака, дала му име Мојсије и одгајила га је као своје дете. Али Мојсије је свестан свог порекла, и када је одрастао, убио је Египћанина који је тукао роба Јеврејина и морао је да побегне у земљу мадијамску. Ту се оженио Сефором, кћерком Јотора, мадијанског свештеника, и среће на брду Хориву Бога у облику пламтећег грма купине. Мојсије пита Бога за његово име; Бог му одговара: „ја сам онај што јест”. Бог наређује Мојсију да се врати у Египат и поведе Јевреје у Ханан, обећану земљу у којој „тече мед и млеко”.
Фараон није дозволио одлазак Јевреја, али уз Божју помоћ Мојсије учини многа чуда, и тако успе да изведе народ из Египта. Путовање Јевреја у обећану земљу трајало је четрдесет година. Ишли су преко пустиње, хранили се маном, чудесном храном са неба, захваљујући којој никада нису осећали глад. Одећа и обућа нису им се цепале.
Бог је Мојсију, на гори Синају, предао Десет заповести, које гласе: 
1. Ја сам Господ Бог твој; немој имати других Богова осим Мене.
2. Не прави себи идола нити каква лика; немој им се клањати нити им служити.
3. Не узимај узалуд имена Господа Бога свог.
4. Сећај се дана одмора да га светкујеш; шест дана ради и обави све послове, а седми дан је одмор Господу Богу твоме.
5. Поштуј оца и матер своју, да ти добро буде и да дуго поживиш на земљи.
6. Не убиј.
7. Не чини прељубе.
8. Не укради.
9. Не сведочи лажно на ближњега свога.
10. Не пожели ништа што је туђе.

## Композиција

### Ауторство
Јеврејска и хришћанска традиција сматра Мојсија као аутора Књиге изласка и целог Петокњижја, али до краја 19. века порастом свести о одступањима, недоследности, понављања и друге карактеристике Петокњижју је учинило да научници напусте ову идеју. Према садашњим мишљењима, први нацрт Књиге изласка (Јахвистичка предаја) је вероватно написана у 6. веку п. н. е. за време Вавилонског ропства, а њега је заменила и допунила Свештеничка предаја на самом крају 6. века или током 5. века, а даља прилагођавања и мање ревизије чињене су све до краја 4. века.

### Позивања
Књига изласка није историјско предање у било ком модерном смислу. Модерна историографија захтева критичку оцену извора, и не прихвата Бога као узрок догађања. У Књизи изласка, све је представљено као Божје дело, који се често лично појављује, а историјске околности су веома нејасно описане. Циљ књиге није да забележи шта се заиста догодило, већ да одражава историјско искуство јеврејске заједнице у Вавилону, и касније у Јерусалиму, суочена са заробљеништвом и потребом да помире своја схватања о Богу.
Иако су митски елементи нису истакнути у Књизи изласка као у Књизи постања, древне легенде су од пресудног значаја за разумевање порекла књиге и њене намена. На пример, прича о спасавању Мојсије из Нила има своју основу у ранијој легенди о акадском краљу Саргону. Исто тако, савез на Синају има значајне сличности и у садржају и структури са Хамурабијевим закоником. Ови утицаји дају потпору закључку да је Књига изласка настала за време Вавилонског ропства у 6. веку п. н. е., али нису сви извори месопотамски; прича о Мојсијевом бегу у земљу мадијамску после убиства египатског надзорника може потицати из египатске приче о Синуху.

## Историјска тачност
Археолози су до почетка 1970-их престали да сматрају Књигу изласка историјски вредним извором.
Арехеолошки извори за хананске, а не египатске, корене настанка краљевстава Јудеја и Израел не остављају места за излазак из Египта и четрдесетогодишње лутање неколико стотина хиљада људи кроз синајске дивљине. Култура најстаријих израелитских насеља је хананска, њихови верски предмети потичу од хананског бога Ела, грнчарија је у локалној хананској традицији, а алфабет је раноханаски. Скоро једини показивач који разликује израелитска насеља од хананских је одсуство свињских костију, пошто је Јеврејима било забрањено да једу свињетину.
Сматра се да је могуће да су се Хананцима придружили или су их водили мале групе Семита из Египта. Како су се ширили, могли су долазити у сукоб са суседима, што би могло бити извор за Књигу Исуса Навина и Књигу о судијама.
Иако се Књига изласка у јудаизму сматра примарним историјским извором о настанку ове религије, њене културе и јеврејске државе, прихваћено је мишљење да је Књига изласка састављена у 8. или 7. веку п. н. е. од прича које датирају најраније у 13. веку п. н. е.
Особе које верују у истинитост Књиге изласка су понудиле приближни временски оквир за излазак Израелићана. Џејмс Ашер је у свом делу из 1654. Annales Veteris Testamenti: A Prima Mundi Oigine Deducti излазак сместио у 1491. п. н. е. у време владавине 18. египатске династије, прецизније за време владавине фараона Тутмоса II, према стандардној хронологији, мада би почетак владавине Хатшепсут и крај владавине Тутмоса I били у опсегу од година. Имануел Великовски је ставио Излазак у време фараона Дудимосеа, последњег фараона 13. египатске династије при крају Средњег краљевства. Великовски је свој рад зановао на алтернативној хронологији и излазак сместио у 1447/1446. п. н. е. Владавина Рамзеса II је дуго била сматрана кандидатом за Излазак, због библијске референце на град Пер-Рамзес (Рамесу), који је изграђен током његово владавине. Рамзесов син Мернептах се такође спомиње као фараон из Књиге изласка. Међутим, египатски извори из овог доба уопште не помињу важне догађаје као што су глад, куга или исељавање становништва, посебно што би такви догађаји уздрмали државу. За време владавине Хатсепшут, Египат је била стабилна држава, за време њеног наследника Тутмоса III царство је достигло највећу површину. Такође, време Рамзеса II је исто било период стабилности, а Ханан су контролисали Египат и Хетитско царство. После Мернептаха је настао период борби за престо, али не постоје извори о неким катастрофалним догађајима.
Књига бројева даје списак локалитета које су Израелићани населили на Синају и околини током Изласка. Нека од ових насеља се лако могу наћи захваљујући њиховим описима. Два таква места су Кадеш Барнеа, данашњи Ејн Квадис, и Езион Гебер код Ејлата. Археолози су истраживали оба локалитета и закључили да су основани крајем гвозденог доба, не раније од 800. п. н. е., уз изузетак раних неолитских и номадских активности. Такође, многа места из Књиге изласка нису постојала у истом периоду. Питом и Пар-Размес, два града која су наводно саградили Израелићани, нису постојала у исто време. Питом није био значајно насеље пре 26. династије (око 685−525. п. н. е.). Пре тока, насеље се звало Цкену и тако се називало чак и у птолемејском периоду и био је небитан град са гарнизоном, који је углавном, ако не и само због тога, служио као почетна станица за египатске експедиције. Чак и у римско време, град се ретко спомињао у грчко-римским записима. Пер-Рамзез, Размзесова резиденција, био је напуштен крајем периода Новог краљевства, неколико векова раније.`
У Књизи бројева помиње се краљевство Едом, али најраније насеље повезано са овом државом је из 9. века п. н. е., далеко после свих предложених оквира, чак и после владавина Давида и Соломона.